# Gurgur Aek Raja
Gurgur Aek Raja is een bestuurslaag in het regentschap Toba Samosir van de provincie Noord-Sumatra, Indonesië. Gurgur Aek Raja telt 1306 inwoners (volkstelling 2010).